# The Velvet Rope
The Velvet Rope – szósty album studyjny amerykańskiej wokalistki Janet Jackson, napisany i nagrany we współpracy z duetem kompozytorsko-producenckim Jimmy Jam & Terry Lewis, a także jej ówczesnym mężem René Elizondo Jr., wydany 7 października 1997 przez firmę Virgin Records. Przy okazji wydania tego albumu Janet odnowiła także swój kontrakt z wytwórnią Virgin Records na sumę 80 milionów dolarów zostając tym samym najlepiej opłaconym artystą muzycznym w tym czasie.

## Informacje
Następstwem wielomiesięcznej trasy koncertowej Janet World Tour były skutki długoterminowej depresji Jackson, które w rezultacie zmuszały ją do regularnych przerw w sesjach nagraniowych, podczas których także opuszczała niespodziewanie studio nagrań. Skoncentrowany na autobiograficznych tematach, The Velvet Rope, którego tytuł odnosi się do granic wewnątrz grup towarzyskich i indywidualnych początkowo w znaczeniu literackim był tylko Very Important Persons (VIP's) (Bardzo Ważne Osobistości), którym pozwolono na wejście i pozostanie jego główną częścią/tematem. Pomimo już wcześniej poruszonych tematów seksualnych znanych z albumu janet. (1993) The Velvet Rope idzie tutaj o krok do przodu nawiązując do sadomasochizmu oraz relacji seksualnych tych samych płci.
The Velvet Rope zadebiutował na pierwszym miejscu amerykańskiej listy Bilboard200 stając się czwartym z kolei albumem numer 1 artystki sprzedanym w nakładzie około dziesięciu milionów egzemplarzy na całym świecie i otrzymał certyfikat potrójnej platyny z rąk Amerykańskiego Towarzystwa Nagrań (The Recording Industry Association of America). The Velvet Rope został także uplasowany na 256 miejscu listy Pięciuset Najlepszych Albumów Wszech Czasów (The 500 Greatest Albums Of All Time) według magazynu Rolling Stone.

## Single
- Got 'til It's Gone” to pierwszy singiel z płyty The Velvet Rope z gościnnym udziałem rapera Q-Tip i wykorzystanym samplem utworu Big Yello Taxi z repertuaru Joni Mitchell. Utwór został wydany jako singiel międzynarodowy z pominięciem Stanów Zjednoczonych był on jednak grany przez tamtejsze stacje radiowe i dzięki czemu zajął miejsce 36 na liście przebojów magazynu Billboard i miejsce 3 na Hot R&B/Hip-Hop Airplay[15][16].
- „Together Again” piosenka zadedykowana przyjacielowi Jackson, który zmarł na chorobę AIDS. W początkowym założeniu piosenka miała być balladą, w późniejszym czasie postanowiono jednak zmienić jej tempo w wyniku czego powstał utwór taneczny. Singiel zajął miejsce 1 na liście przebojów magazynu Billboard i miejsce 8 na Hot R&B/Hip-Hop Singles & Tracks[17].
- „I Get Lonely” oryginalna wersja utworu została wyprodukowana przez duet producencki i stałych współpracowników Jackson, Jimmy’ego Jama i Terry’ego Lewisa, natomiast produkcją remiksu z gościnnym udziałem amerykańskiej grupy Blackstreet, zajął się Teddy Riley - ta wersja została wydana jako podstawowa na singlu. Piosenka zajęła miejsce 3 na liście przebojów Hot 100 singles chart i miejsce 1 na Hot R&B/Hip-Hop Singles & Tracks[18].
- „Go Deep” podobnie jak utwór „Got 'til It's Gone”, został wydany na singlu międzynarodowo z pominięciem Stanów Zjednoczonych był on jednak z powodzeniem grany w tamtejszych stacjach radiowych a remiks wykonany przez Timbalanda przyczynił się do sukcesu tego utworu, który zajął miejsce 28 na liście przebojów Hot 100 Airplay i miejsce 11 na Hot R&B/Hip-Hop Airplay[19][20]. W Australii i Europie singiel uplasował się w pierwszej czterdziestce.
- „You” utwór zawiera sampel piosenki z 1972 roku „The Cisco Kid” muzycznej grupy War. Singiel nie odniósł znaczącego sukcesu na listach przebojów, szczególnie w Europie. Video do piosenki kręcone było w Glasgow ze specjalnie zaproszonymi na tę okazję fanami i miało formę video klipu koncertowego w którym również wykorzystano fragmenty koncertu, który odbył się w tym mieście dzień później. Na stronie B japońskiej edycji singla znalazł się utwór „Accept Me”.
- „Every Time” został wydany jako szósty i ostatni singiel płyty The Velvet Rope pod koniec 1998 roku. Po raz kolejny singiel nie odniósł większego sukcesu na listach przebojów zarówno w Europie jak i w Ameryce.

## Lista utworów
Edycja Podstawowa:
1. „Interlude: Twisted Elegance” - 0:41
2. „Velvet Rope (featuring Vanessa-Mae)” - 4:55
3. „You” - 4:42
4. „Got 'til It's Gone (featuring Q-Tip and Joni Mitchell)” - 4:01
5. „Interlude: Speaker Phone” - 0:54
6. „My Need” - 3:44
7. „Interlude: Fasten Your Seatbelts” - 0:19
8. „Go Deep” - 4:42
9. „Free Xone” (Samples „Think (About It)” - 4:57
10. „Interlude: Memory” - 0:04
11. „Together Again” - 5:01
12. „Interlude: Online” - 0:19
13. „Empty” - 4:32
14. „Interlude: Full” - 0:12
15. „What About” - 4:24
16. „Every Time” - 4:17
17. „Tonight's the Night” - 5:07
18. „I Get Lonely” - 5:17
19. „Rope Burn” - 4:15
20. „Anything” - 4:54
21. „Interlude: Sad” - 0:10
22. „Special” (zawiera ukryty bonus „Can't Be Stopped”, który zaczyna się w 3:42 minucie) – 7:55

Edycja Japońska zawiera 23 piosenki. Piosenka, która zamyka album to „God’s Stepchild” z ukrytym bonusem „Can't Be Stopped” - 7:55
Edycja Australijska:
"Tour edition bonus CD”
1. „Got 'til It's Gone” (Armand Van Helden Bonus Beats) – 5:05
2. „Together Again” (Tony Humphries 12” Edit Mix) – 9:57
3. „I Get Lonely” (Janet vs Jason – The Club Remix) – 8:10
4. „Go Deep” (Vocal Deep Disco Dub) – 8:12
5. „Every Time” (Jam & Lewis Disco Remix) – 4:10